# Aygül Berivan Aslan
Aygül Berivan Aslan (nascido em 16 de outubro de 1981 em Kulu, Turquia) é um político austríaco-curdo e membro do Partido Verde austríaco. Foi membro do Conselho Nacional de 2013 a 2017.
Em 2020, um homem chamado Feyyaz Öztürk afirmou que oficiais da inteligência turca chantagearam-no e ordenaram que assassinasse Aslan.